# Троицкое (Ливенский район)
Троицкое — село в Ливенском районе Орловской области России.
Входит в Беломестненское сельское поселение в рамках организации местного самоуправления и в Беломестненский сельсовет в рамках административно-территориального устройства.

## География
Расположено в 10 км к югу от райцентра, города Ливны, и в 126 км к юго-востоку от центра города Орёл.
В 7 км к северу находится центр сельского поселения (сельсовета) — слобода Беломестное.

## Население
| 2002 | 2010 |
| ---- | ---- |
| 654  | ↘597 |

Согласно результатам переписи 2002 года, в национальной структуре населения русские составляли 95 % от жителей.

## Выдающиеся уроженцы
- Митрополит Сергий (Иванников)

- Алёхин, Алексей Петрович — советский и российский юрист, доктор юридических наук, профессор, заслуженный юрист РФ, заслуженный профессор Московского университета, заведующий кафедрой административного права юридического факультета МГУ (1987-2018).